# Municipio de West Cameron
El municipio de West Cameron  (en inglés: West Cameron Township) es un municipio ubicado en el condado de Northumberland en el estado estadounidense de Pensilvania. En el año 2000 tenía una población de 517 habitantes y una densidad poblacional de 16 personas por km².

## Geografía
El municipio de West Cameron se encuentra ubicado en las coordenadas 40°45′30″N 76°36′59″O / 40.75833, -76.61639.

## Demografía
Según la Oficina del Censo en 2000 los ingresos medios por hogar en la localidad eran de $32,813 y los ingresos medios por familia eran $35,625. Los hombres tenían unos ingresos medios de $31,250 frente a los $19,000 para las mujeres. La renta per cápita para la localidad era de $14,563. Alrededor del 4,7% de la población estaban por debajo del umbral de pobreza.